# 10888 Yamatano-orochi
10888 Yamatano-orochi (1996 XT30) là một tiểu hành tinh vành đai chính được phát hiện ngày 6 tháng 12 năm 1996 bởi Y. Shimizu và T. Urata ở Đài thiên văn Nachi-Katsuura. Tiểu hành tinh đã được đặt tên cho Yamatano-orochi, một con rắn thần thoại.